# Liste der Kulturdenkmale in Berlin-Rudow

Lage von Rudow in Berlin

In der Liste der Kulturdenkmale von Rudow sind die Kulturdenkmale des Berliner Ortsteils Rudow im Bezirk Neukölln aufgeführt.

## Denkmalbereiche (Gesamtanlagen)
| Nr.      | Lage                        | Offizielle Bezeichnung             | Beschreibung | Bild |
| -------- | --------------------------- | ---------------------------------- | --- | ---- |
| 09090313 | Kanalstraße 55 (Lage)       | Maschinenfabrik Rudolf A. Hartmann | Verwaltungsgebäude, 1913–1917, 1925–1927 von Bruno Buch, Paul Kind, Emil Müller                                                                              |      |
| 09090313 | Kanalstraße 55 (Lage)       | Maschinenfabrik Rudolf A. Hartmann | anschließende Werkhalle |      |
| 09090313 | Kanalstraße 55 (Lage)       | Maschinenfabrik Rudolf A. Hartmann | Fabrikhalle |      |
| 09090313 | Kanalstraße 55 (Lage)       | Maschinenfabrik Rudolf A. Hartmann | Pförtnerhaus |      |
| 09090313 | Kanalstraße 55 (Lage)       | Maschinenfabrik Rudolf A. Hartmann | Einfriedung |      |
| 09090326 | Köpenicker Straße 32 (Lage) | Kantine der ehem. Eternitfabrik    | Kantine, 1956–1958 von Paul G. R. Baumgarten, Umbau 1976–1977, 2011 unter denkmalfachlichen Aspekten zu einem Verwaltungs- und Informationszentrum umgebaut. |      |
| 09090326 | Kanalstraße 117/137         | Denkmalverlust: Eternit-Hallen     | Abriss 2009 für Neubau von Bio-Heizkraftwerk |      |
| 09090326 | Köpenicker Straße 36        | Denkmalverlust: Eternit-Hallen     | Eternithalle, 1955 von Paul G. R. Baumgarten, Aberkennung 11/2024                                                                                            |      |

## Baudenkmale
| Nr.      | Lage                                           | Offizielle Bezeichnung               | Beschreibung | Bild |
| -------- | ---------------------------------------------- | ------------------------------------ | --- | ---- |
| 09090314 | Alt-Rudow 32 (Lage)                            | Büdnerhaus                           | um 1820 |      |
| 09085076 | Alt-Rudow 46 (Lage)                            | Kath. St.-Joseph-Kirche              | Kirche, 1967 von Albert Brenninkmeyer |      |
| 09085076 | Alt-Rudow 46 (Lage)                            | Kath. St.-Joseph-Kirche              | Eingangsportal |      |
| 09085076 | Alt-Rudow 46 (Lage)                            | Kath. St.-Joseph-Kirche              | Garage |      |
| 09085076 | Alt-Rudow 46 (Lage)                            | Kath. St.-Joseph-Kirche              | Pfarrhaus |      |
| 09090315 | Alt-Rudow 50 (Lage)                            | Wohnhaus                             | um 1795, Umbau um 1905 |      |
| 09090316 | Alt-Rudow 54 (Lage)                            | Wohn- und Geschäftshaus              | 1932–1934, Umbauten 1950, 1957 |      |
| 09090317 | Alt-Rudow 59 Köpenicker Straße 189 (Lage)      | Alter Krug                           | Gaststätte, um 1800 |      |
| 09090317 | Alt-Rudow 59 Köpenicker Straße 189 (Lage)      | Alter Krug                           | Ställe, um 1860 und um 1900 |      |
| 09090317 | Alt-Rudow 59 Köpenicker Straße 189 (Lage)      | Alter Krug                           | Einfriedung |      |
| 09090318 | Alt-Rudow 60 (Lage)                            | Alte Schule                          | um 1890 |      |
| 09090319 | Köpenicker Straße 175 Prierosser Straße (Lage) | Dorfkirche                           | um 1400, Turmbauten, 1804 und 1909. Die Kirche ist möglicherweise bereits Ende des 13. Jahrhunderts von Zisterziensermönchen des Klosters Lehnin erbaut worden, nachgewiesen ist ihre Existenz ab 1400. |      |
| 09090320 | Köpenicker Straße 187 (Lage)                   | Alte Küsterei und Schulgebäude       | 1858 |      |
| 09090321 | Krokusstraße 80 Prierosser Straße (Lage)       | Wohnhaus & Büdnerhaus                | um 1830 |      |
| 09090322 | Krokusstraße 81 Prierosser Straße (Lage)       | Wohnhaus & Büdnerhaus                | 1827 |      |
| 09090322 | Krokusstraße 81 Prierosser Straße (Lage)       | Wohnhaus & Büdnerhaus                | Stall, 1827 |      |
| 09090323 | Prierosser Straße 34 (Lage)                    | Gaststätte                           | 1848 |      |
| 09090323 | Prierosser Straße 34 (Lage)                    | Gaststätte                           | Saalgebäude, um 1900, Umbauten 1930–1931, 1962–1963 |      |
| 09090324 | Prierosser Straße 48 (Lage)                    | Jagdschloß Rudow                     | 1660 |      |
| 09090325 | Prierosser Straße 50 (Lage)                    | Gutsarbeiterhaus für Deputatarbeiter | 2. Hälfte 18. Jh. |      |
| 09090325 | Prierosser Straße 50 (Lage)                    | Gutsarbeiterhaus für Deputatarbeiter | Quergebäude, um 1850 |      |

## Ehemalige Denkmale
| Nr.       | Lage                 | Offizielle Bezeichnung | Beschreibung | Bild            |
| --------- | -------------------- | ---------------------- | ------------ | --------------- |
| unbekannt | Prierosser Straße 65 | Ziegelsteinbrunnen     | Neuzeit      | Bild gesucht BW |